# Gerhard Lindner (General)
Gerhard Lindner (* 26. Dezember 1896 in Bautzen; † 3. Juni 1982 in Aurich) war ein deutscher Generalmajor im Zweiten Weltkrieg.

## Militärzeit
Lindner trat während des Ersten Weltkriegs am 22. September 1914 als Fahnenjunker in die Sächsische Armee ein und wurde am 5. März 1915 im Infanterie-Regiment „Großherzog Friedrich II. von Baden“ (4. Königlich Sächsisches) Nr. 103 zum Leutnant befördert. Er wurde am 30. Juni 1919 verabschiedet. Am 1. Dezember 1935 wurde er als E-Offizier im Rang eines Hauptmannes in der Wehrmacht übernommen. Ab dem 1. Mai 1938 war er Chef einer Kompanie des 48. Infanterie-Regiments. Zu Kriegsbeginn war er Chef einer Kompanie des 172. Infanterie-Regiments. Er war an verschiedenen Fronten des Zweiten Weltkriegs im Einsatz. Ab dem 1. Dezember 1939 war er Adjutant im 162. Infanterie-Regiment. Am 1. Januar 1942 wurde er Kommandeur des I. Bataillons vom Infanterieregiment 167. Am 1. März 1942 wurde er zum Oberstleutnant befördert. Er wurde am 1. Mai 1942 Kommandeur des Infanterieregiments 167. Die Beförderung zum Oberst erfolgte am 1. Dezember 1942. Zum 15. April 1944 wurde er Adjutant bei der 1. Armee. Ab dem 1. Mai 1944 war er Adjutant bei der  Heeresgruppe H in den Niederlanden. Im November bis Dezember 1944 besuchte er einen Division-Führerlehrgang.
Vom 9. Januar bis zum 21. Januar 1945 war er mit der Führung der 17. SS-Panzergrenadier-Division „Götz von Berlichingen“ beauftragt. Am 1. Februar 1945 wurde er Kommandeur der 346. Infanterie-Division, mit Einsatzgebiet Niederlande. Seine Ernennung zum Generalmajor erfolgte am 20. April 1945. Als Kommandeur der 346. Infanterie-Division wurde er am 1. Februar 1945 mit dem Deutschen Kreuz in Gold und am 5. Mai 1945 mit dem Ritterkreuz des Eisernen Kreuzes ausgezeichnet.